# 2063 Bacchus
2063 Bacchus eller 1977 HB är en asteroid som korsar Jordens och Venus omloppsbana. Den upptäcktes 24 april 1977 av den amerikanska astronomen Charles T. Kowal vid Palomar-observatoriet. Den har fått sitt namn efter Dionysos, i den grekiska mytologin.
Asteroiden har en diameter på ungefär 1 kilometer och den tillhör asteroidgruppen Apollo.